# 덕원 박씨
덕원 박씨(德原朴氏)는 경상북도 영덕군 영해면을 본관으로 하는 한국의 성씨이다.
시조는 박청(朴靑)이라는 인물로 덕원군(德源君)에 봉해졌다.

## 참고 자료
- “덕원박씨(德原朴氏)”. 뿌리를 찾아서.[깨진 링크(과거 내용 찾기)]